# San Pedro de Macorís
San Pedro de Macorís är en kommun och ort i sydöstra Dominikanska republiken, belägen vid Karibiska havets kust, några mil öster om huvudstaden Santo Domingo. Den är administrativ huvudort för provinsen med samma namn. Kommunen har 
cirka 217 000 invånare

## Kända personer
- Luis Castillo, basebollspelare[4]
- Guillermo Mota, basebollspelare[5]
- Alfonso Soriano, basebollspelare[6]